# 女装海峡
『女装海峡』（じょそうかいきょう）は2013年5月31日に脳内彼女より発売された18禁のパソコンゲーム（アダルトゲーム）ソフトである。ヒロインが全員「男の娘」であることを特色とする女装山脈シリーズの2作目。

## あらすじ
隠津島は媛神が舞い降りたという言い伝えがあり、女人禁制の島だった。だが、近年過疎化に悩んでおり、伝統の祭り"島渡り"も行われていなかった。田島幸人と案内人である響はその島に流れ着き、消息を絶っていた宗形巡と藤切七生に出会った。巡と七生は儀式が不完全だったため島から出られなくなったことを幸人らに告げ、その淫らな儀式を再現してほしいと懇願した。最初は困惑した幸人だったが、久方ぶりに女と触れ合えると思うと承諾したくなった。だが、幸人の思惑はもろく崩れ去った。

## 登場人物

### 主人公
田島 幸人（たじま ゆきと）
主人公である大学生。

### 男の娘達
宗形 巡（むなかた めぐる）
声 - 鈴谷まや
媛神を祀る隠津島神社の巫女で、神降ろしと未来予知の能力を持っている。
厳島 響（いつくしま ひびき）
声 - 桜川未央
幸人の後輩で、妹のようにかわいがられている。巡の親類だが、複雑な関係にある。隠津島神社に渡る際に「きたちょう」から始まる土地（正式名称不明）の連中からの護身用の武器を持参した。その直後、「半島に近い」とも述べていることから、前述の土地は半島（名称不明）に位置するものと思われる。ただし、作中に半島が存在する描写は、当該の会話を除いて存在しない。
藤切 七生（ふじきり なお）
声 - 手塚りょうこ
島長の息子だが、ロシア人の血を引いているため他の島民から敬遠されがちである。そのように見られているにもかかわらず明るく面倒見の良い性格で、あまり孤立しているわけではない。

## スタッフ
- シナリオ - 西田一、芳井一
- 原画 - あおぎりぺんた